# Pingyangmycin
Pingyangmycin (Bleomycin A5) ist ein Antibiotikum aus Streptomyces verticillus var. pingyangensis n.sp., benannt nach Pingyang (Kreis in der chinesischen Provinz Zhejiang). Streptomyceten bilden eine Gattung der Actinobacteria. Pingyangmycin ist ein Einzelverbindung aus der Stoffgruppe der Bleomycine und stellt das Spermidin-Amid der Bleomycinsäure dar.
Pingyangmycin findet Verwendung als Zytostatikum in der Chemotherapie.